# Римава
Римава (слч. Rimava, мађ. Rima) је река у јужној Словачкој, дуга је 88 km. Извире на Вепорским планинама, а улива се у реку Шајо.

## Одлике
Река Римава извире на Вепорским планинама у југоисточном подножју врха Фабова хоља, на надморској висини од 1.130 метара. Површина слива износи 1.379 km². Десна је притока реке Шајо, у коју се улива између села Влкиња и Љенартовце, у близини границе са Мађарском. Целим својим током тече кроз Словачку, тачније кроз округ Римавска Собота, у Банскобистричком крају, пролазећи кроз градове Тисовец, Хнуштју и Римавску Соботу. Тече правцем север југ до села Шимоновце где скреће на исток. У селу Римавска Бања прима своју највећу притоку Римавицу. Главне притоке реке су са десне стране Римавица и Гортва, а са леве речица Блх. Римава припада врсти брдско-низијских река. Главни загађивачи реке су фабричка постројења у Хнуштји и Римавској Соботи. Регион око реке богат је рудама.
На реци у месту Римавске Брезово налази се раноготичка црква из 13. века.